# 都爾黑哲月
都爾黑哲月（阿拉伯语：‎，Ḏū l-Ḥiǧǧa），是伊斯兰历第十二個月，該月名字意為「朝聖月」，為第四個聖月。在这个月里，来自世界各地的穆斯林都會前往麥加朝聖克尔白天方。本月十日則是古尔邦节。